# Jazzmeia Horn
Jazzmeia Horn (16 de abril de 1991) es una cantante y compositora de jazz estadounidense de ascendencia africana. Ganó el Concurso Internacional de Jazz del Thelonious Monk Institute en 2015. El repertorio de Horn incluye estándars de jazz y versiones de canciones de otros géneros y de artistas como Stevie Wonder. Ha sido comparada con vocalistas de jazz como las legendarias Betty Carter, Sarah Vaughan y Nancy Wilson.  A los 23 años, Jazzmeia "Jazz" Horn ya se había ganado una gran reputación en Nueva York como artista musical dinámica.

## Comienzos
Horn nació y creció en Dallas en Texas. Asistió a la Escuela Secundaria Booker T. Washington para las Artes Escénicas y Visuales de Dallas.

## Carrera musical
Horn se trasladó a Nueva York en 2009. Asistió a la Nueva Escuela de Jazz y Música Contemporánea. Durante su primer semestre en Nueva York, formó un trío con Javier Santiago, Nadav Lachishe y Cory Cox.
Su primer programa de radio en vivo fue en el otoño de 2009 en el programa de Junior Mance en la WBGO de Newark, Nueva Jersey, y ha actuado en vivo en el Apollo, el Ginny's Supper Club y el Metropolitan Room. Desde entonces, Horn ha recibido muchos elogios de los críticos de jazz. 
En 2014, Horn realizó diversas giras internacionales en Inglaterra, Francia, Rusia, Sudáfrica y Austria.
Apareció como una de las estrellas en el Generations in Jazz de 2017 del sur de Australia, cantando con artistas como James Morrison, Wycliffe Gordon, Gordon Goodwin y Ross Irwin, entre otros. 
En 2017, Horn también lanzó su primer álbum. Titulado "A Social Call", fue clasificado como número 1 en 2017 en el sitio web JazzWeek. La gira del álbum la llevó a actuar en Estados Unidos, Asia (Macao) y Europa (Londres, París y Milán). 
"A Social Call" le valió a Horn su primera nominación para un Grammy en 2018. Actuó en la ceremonia de entrega de los premios Grammy el 28 de enero de 2018 y fue recibida con mucha admiración por la audiencia. 
Su siguiente álbum, "Love & Liberation", le ha valido a Horn su segunda nominación al Grammy en 2020 al mejor álbum vocal de jazz. 

## Discografía
- A Social Call (2017), Prestige Records
- Love & Liberation (2019), Concord Jazz

## Premios
- 2008, 2009 – Downbeat Student Music Award's Recipient[9]
- 2010 – Downbeat Vocal Jazz Soloist Winner[6]
- 2012 – Winner of the Sarah Vaughan International Jazz Vocal Competition, Rising Star award[10]
- 2013 – Winner of the Sarah Vaughan International Jazz Vocal Competition
- 2015 – Winner of the Thelonious Monk Institute International Jazz Competition[1]
- 2018 – DownBeat, Rising Star Female Vocalist Winner[11]